# 붕로만

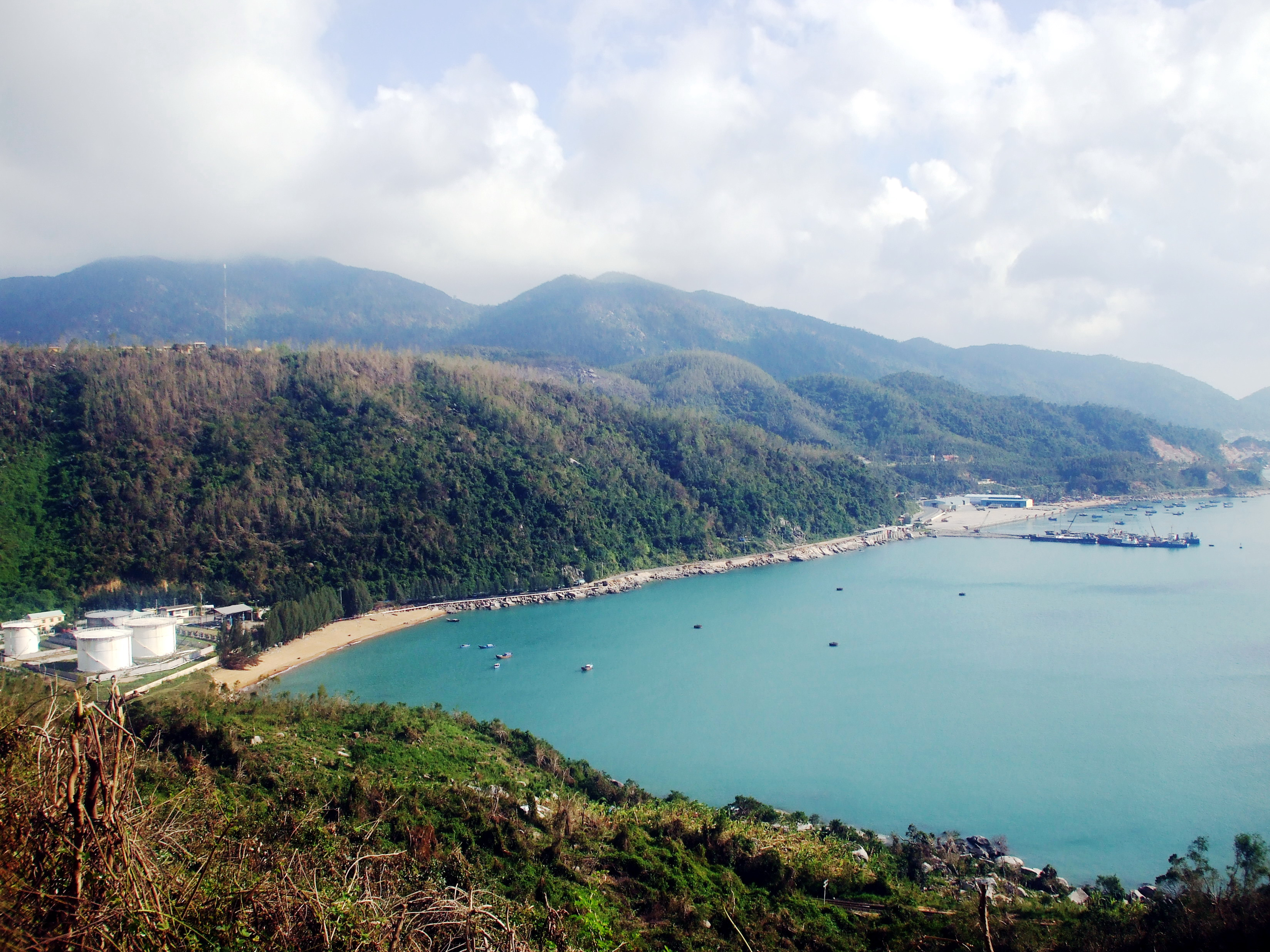
붕로만

붕로만(Vịnh Vũng Rô)은 베트남 푸옌성의 작은 만이다. 붕로는 푸옌성 동호아 시사, 호아쑤언남의 사에 위치해 있다. 이곳은 까 고개 산맥의 경계에 위치한 곳이다. 붕로만은 푸옌성과 카인호아성의 자연경계가 된다.
봉로는 16.4평방킬로미터의 면적을 차지하고 있으며, 북쪽, 동쪽, 서쪽에 각각 데오까, 다비아, 그리고 혼바 산들로 둘러싸여 있다. 만 옆에 좋은 모래사장이 몇 군데 있고, 만에는 산호초가 있다.

## 베트남 전쟁
1965년 2월, 만은 붕로만 사건의 현장이었다.
1966년 7월 미군은 존 폴 존스 작전의 일환으로 이 지역을 확보했고 제39공병대대는 이곳에 작은 항만시설을 건설하여 이 지역의 미군 작전을 지원하고 뚜이호아에 대한 물류 압력을 완화시켰다. 기지는 1966년 5월 18일 전사했던 LTC 어니스트 레인의 이름을 따서 포트 레인이라고 명명되었다.